# Giorgi Goczoleiszwili
Giorgi Goczoleiszwili (ur. 14 lutego 2001 w Kutaisi) – gruziński piłkarz występujący na pozycji obrońcy w niemieckim klubie Hamburger SV, do którego jest wypożyczony z Szachtara Donieck oraz w reprezentacji Gruzji. Wychowanek Saburtala Tbilisi.

## Kariera klubowa
Goczoleiszwili występował w młodzieżowych drużynach Saburtala Tbilisi. W 2020 w barwach tego zespołu zadebiutował w Erownuli Liga. W 2021 zdobył z nim Puchar Gruzji. Łącznie dla Saburtala rozegrał 69 ligowych spotkań, w których strzelił 8 goli. Na początku 2023 przeszedł do Szachtara Donieck. Z tym klubem wywalczył dwa tytuły mistrza Ukrainy (2023, 2024) oraz puchar kraju (2024). 29 lipca 2024 udał się na wypożyczenie na jeden sezon z opcją wykupu do FC Kopenhaga. W duńskim klubie rozegrał 21 spotkań w Superligaen, w których zdobył jedną bramkę. Zdobył z nim mistrzostwo oraz Puchar Danii. 7 sierpnia 2025 został ponownie wypożyczony z opcją wykupu, tym razem do Hamburger SV.

## Kariera reprezentacyjna
Goczoleiszwili w latach 2021–2023 występował w reprezentacji Gruzji U-21. Rozegrał w niej 11 spotkań, w tym 4 z nich na Mistrzostwach Europy U-21 2023. 17 listopada 2022 zadebiutował w seniorskiej reprezentacji w przegranym 0:3 meczu towarzyskim z Marokiem. W 2024 został powołany na mistrzostwa Europy, jednak nie rozegrał na nich ani jednego spotkania.

## Odznaczenia
- Order Honoru – 2024[8][9][10][11]